# Kościół Matki Bożej Nieustającej Pomocy w Krakowie (ul. Hemara)
Kościół Matki Bożej Nieustającej Pomocy – kościół rzymskokatolicki znajdujący się w Krakowie, w dzielnicy VI Bronowice przy ul. M. Hemara 1, w Mydlnikach. Posługę pełnią księża diecezjalni.

## Historia
Pierwsza kaplica w Mydlnikach powstała w 1913 roku w dawnej karczmie. 15 sierpnia 1914 roku odprawiono tu pierwszą mszę świętą.  W czasie I wojny światowej kaplicę obsługiwali księża misjonarze z Czarnej Wsi, w okresie międzywojennym kapłani z parafii św. Szczepana, a od 1939 roku OO. Kapucyni z Olszanicy.  
W 1951 roku utworzono parafię i przeniesiono kaplicę do dawnego dworu Stelmachów z XIX wieku (według projektu F. Maciuka). Jedno skrzydło przeznaczono na plebanię. W 1952 roku dokonano gruntownego remontu dworu i przystosowano go do celów sakralnych oraz sfinalizowano transakcję zakupu budynków pałacowych i 2 hektarów parku.  
2 stycznia 1966 roku zaczęły się prace ziemne przy fundamentach, ale ich tempo było bardzo wolne. Dopiero 1 stycznia 1975 roku rozpoczęto zasadniczą budowę kościoła pod nadzorem inż. Jerzego Trybusa. 12 maja 1975 roku metropolita krakowski kard. Karol Wojtyła poświęcił fundamenty, a 21 września wmurowano akt fundacyjny kościoła. W 1977 roku wybudowano dach świątyni. 8 maja 1980 roku poświęcono obraz ołtarzowy – wykonaną przez współczesnego artystę kopię wizerunku Matki Bożej Nieustającej Pomocy. 12 grudnia 1980 roku kard. Franciszek Macharski poświęcił nawę główną kościoła w stanie surowym i od tej pory nabożeństwa regularnie sprawowano wewnątrz nowej świątyni.
W 1984 roku kościół w Mydlnikach otrzymał dzwony, w 1987 roku obok kościoła wybudowano dzwonnicę według projektu Z. Radziewanowskiego. W 1992 roku wykończono i poświęcono witraże w oknach. .

17 czerwca 2001 roku, w 50. rocznicę erygowania parafii  dokonano konsekracji kościoła.
W 2018 roku na dzwonnicy umieszczono tablicę upamiętniającą 100 rocznicę odzyskania niepodległości.

## Architektura
Kościół jest budowlą nawiązującą do neoklasycyzmu, murowaną, jednonawową z transeptem i prosto zamkniętym prezbiterium. Fasada kościoła jest zwieńczona trójkątnym szczytem, w którym znajduje się półkoliste okno. Wejście do świątyni obramowane jest półkolistym portalem, po bokach umieszczono po dwa pilastry. Przed wejściem znajdują się schody. Na przecięciu nawy i transeptu wybudowano wieżę.
W oknach świątyni zamontowano witraże autorstwa K. Szczekana. Są to: Święta Rodzina, Chrystus Zmartwychwstały, Święta Jadwiga Królowa, Święty Krzysztof, Pelikan, Baranek w cierniach, Eucharystia, witraże czwartej części Różańca świętego.

## Wnętrze
Kościół jest przekryty stropem żelbetowym przypominającym sklepienie kolebkowe.
We wnętrzu, w ołtarzu głównym znajduje się kopia obrazu Matki Bożej Nieustającej Pomocy, której autorem jest Leopold Kubica. Został on umieszczony w ołtarzu w 1980 roku na tle dekoracji metaloplastycznej autorstwa Tadeusza Rybskiego. W 1999 roku zamontowano ołtarz soborowy według projektu Czesława Dźwigaja. Obok jest ambonka z neogotycką rzeźbą dwóch apostołów.
Obrazy w ołtarzach bocznych pochodzą z 1986 i 1997 roku. W nawie, w niszy, znajduje się drewniana figura Chrystusa Frasobliwego pochodząca z XVIII wieku.

## Otoczenie kościoła
W pobliżu kościoła znajduje się dzwonnica, w której zawieszono trzy dzwony. Noszą one imiona (od lewej): Święty Brat Albert Chmielowski, Święty Maksymilian Maria Kolbe, Święty Rafał Kalinowski.
Pod kościołem znajduje się tzw. grota św. Marii Magdaleny i kaplica Chrystusa Miłosiernego (proj. M. Stępień, 1983 rok).
W parku otaczającym kościół umieszczono wykonane z drewna stacje Drogi Krzyżowej, których autorką jest Maria Pabisiak.

Teren, na którym wybudowano kościół otoczony jest ogrodzeniem kamiennym z metalowymi elementami na szczycie, wejście flankują kamienne figury świętych Piotra i Pawła.  